# Dianthera
Dianthera là chi thực vật có hoa trong họ Acanthaceae.